# Rutgers University
Rutgers, the State University of New Jersey, kallas endast Rutgers University alternativt Rutgers, är ett universitet i delstaten New Jersey i USA. Huvudcampus, egentligen fem anläggningar, ligger i New Brunswick/Piscataway som ligger sydväst om New York, inom dess storstadsregion.
Universitetet har också campus i Newark och i Camden som till stor del behandlas och agerar som separata skolor. Skolan grundades 1766 som en privat skola under namnet Queen's College, 1825 ändrades namnet till Rutgers College efter överste Henry Rutgers. 1924 ändrades namnet till Rutgers University, som 1945 utvecklades till det nuvarande namnet.
Rutgers är en del av Big Ten, både Big Ten Academic Alliance och dess sportkonferens.

## Idrott
Rutgers idrottare och sportlag spelar under namnet Rutgers Scarlet Knights.